# Capitolias (stolica tytularna)
Capitolias (łac. Diœcesis Capitoliensis) – stolica historycznej diecezji w Cesarstwie Rzymskim (prowincja Palestyna), współcześnie w Jordanii. Pierwszym wzmiankowanym biskupem był Antiochus (IV w.). Zachowały się także wzmianki o trzech biskupach tytularnych z XIV–XV wieku. W XIX wieku diecezja została oficjalnie ustanowiona biskupstwem tytularnym, od 1992 nie posiada biskupa.

## Biskupi tytularni (od 1891)
| Lp. | Biskup                     | Od               | Do               |
| --- | -------------------------- | ---------------- | ---------------- |
| 1   | Pasquale Appodia           | 13 lutego 1891   | 7 listopada 1901 |
| 2   | Giovanni Festa             | 9 czerwca 1902   | 2 lutego 1918    |
| 3   | Jan Pacificus Bos OFMCap.  | 18 marca 1918    | 21 marca 1937    |
| 4   | Henry Ambrose Pinger OFM   | 18 maja 1937     | 11 kwietnia 1946 |
| 5   | Adolph Alexander Noser SVD | 12 czerwca 1947  | 18 kwietnia 1950 |
| 6   | Marko Alaupović            | 21 maja 1950     | 7 września 1960  |
| 7   | José Léon Rojas Chaparro   | 24 sierpnia 1961 | 13 grudnia 1961  |
| 8   | José Thurler               | 22 marca 1962    | 23 kwietnia 1992 |